# Ken Ralston
Kenneth Ralston (nascut el 1954) és un artista d'efectes visuals estatunidenc, actualment supervisor d'efectes visuals i cap creatiu de Sony Pictures Imageworks. Ralston va començar la seva carrera a l'empresa d'animació comercial i efectes visuals, Cascade Pictures a Hollywood, on va treballar en més de 150 campanyes publicitàries a principis dels anys 70. El 1976, va ser contractat a Industrial Light & Magic per Dennis Muren  per ajudar a George Lucas a crear els efectes de Star Wars. Va romandre a ILM durant 20 anys abans d'unir-se a Sony Pictures Imageworks com a president. Ralston és conegut sobretot pel seu treball a les pel·lícules de Robert Zemeckis.
Ralston ha guanyat cinc Oscar als millors efectes visuals, inclòs un Oscar per a Assoliments Especials pels efectes visuals de Star Wars episodi VI: El retorn del Jedi (1983), i premis habituals pel seu treball a  Cocoon (1985), Qui ha enredat en Roger Rabbit? (1988), Death Becomes Her (1992) i Forrest Gump (1994). Va ser nominat tres vegades més per Dragonslayer (1981), Retorn al futur 2 (1989) i Alice in Wonderland (2010).
Ken ha contribuït a diversos comentaris de DVD:
- King Kong (1933) - with visual effects creator Ray Harryhausen
- El gran goril·la (1949) - amb el creador d'efectes visuals Ray Harryhausen i l'actriu Terry Moore
- Qui ha enredat en Roger Rabbit? (1988) - amb el director Robert Zemeckis, el productor Frank Marshall, el productor associat Steve Starkey, els guionistes Jeffrey Price i Peter S. Seaman
- Contact (1997) - amb el supervisor d'efectes visuals Stephen Rosenbaum
- Nàufrag (2000) - amb el director de fotografia Don Burgess, el supervisor d'efectes visuals Carey Villegas, el dissenyador de so Randy Thom

## Filmografia
- Star Wars (1977) (assistent de càmera: unitat d'efectes òptics i en miniatura)
- The Empire Strikes Back (1980) (camerista d'efectes: unitat d'efectes òptics i en miniatura)
- Dragonslayer (1981) (supervisor de dracs: ILM)
- Star Trek II: The Wrath of Khan (1982) (supervisor d'efectes visuals especials: ILM)
- Return of the Jedi (1983) (efectes visuals)
- Star Trek III: The Search for Spock (1984) (supervisor d'efectes visuals)
- Cocoon (1985) (supervisor d'efectes visuals)
- Retorn al futur (1985) (supervisor d'efectes visuals: Bafta)
- Star Trek IV: The Voyage Home (1986) (supervisor d'efectes)
- The Golden Child (1986) (supervisor d'efectes visuals)
- Qui ha enredat en Roger Rabbit? (1988) (supervisor d'efectes visuals)
- Retorn al futur 2 (1989) (supervisor d'efectes visuals)
- Somnis (1990) (supervisor d'efectes visuals)
- Retorn al futur 3 (1990) (supervisor d'efectes visuals)
- The Rocketeer (1991) (supervisor d'efectes visuals, director de segona unitat)
- Death Becomes Her (1992) (supervisor d'efectes visuals, director de segona unitat)
- Forrest Gump (1994) (supervisor d'efectes visuals)
- La màscara (1994) (assessor d'efectes visuals)
- The American President (1995) (supervisor d'efectes visuals)
- Jumanji (1995) (supervisor d'efectes visuals)
- Phenomenon (1996) (supervisor d'efectes visuals: SPI)
- Michael (1996) (supervisor d'efectes visuals: SPI)
- Contacte (1997) (supervisor d'efectes visuals)
- Patch Adams (1998) (guru dels efectes visuals)
- Nàufrag (2000) (supervisor d'efectes visuals)
- La parella de l'any (2001) (assessor d'efectes visuals)
- Homes de Negre 2 (2002) (supervisor d'efectes visuals: SPI)
- Misteriosa obsessió (2004) (assessor d'efectes visuals)
- Polar express (2004) (supervisor d'efectes visuals)
- Beowulf (2007) (assessor de disseny d'efectes visuals, efectes especials)
- Alice in Wonderland (2010)(supervisor sènior d'efectes visuals)
- Homes de Negre 3 (2012) (supervisor d'efectes visuals)
- Alice Through the Looking Glass (2016) (supervisor d'efectes visuals)